# Marnixbad

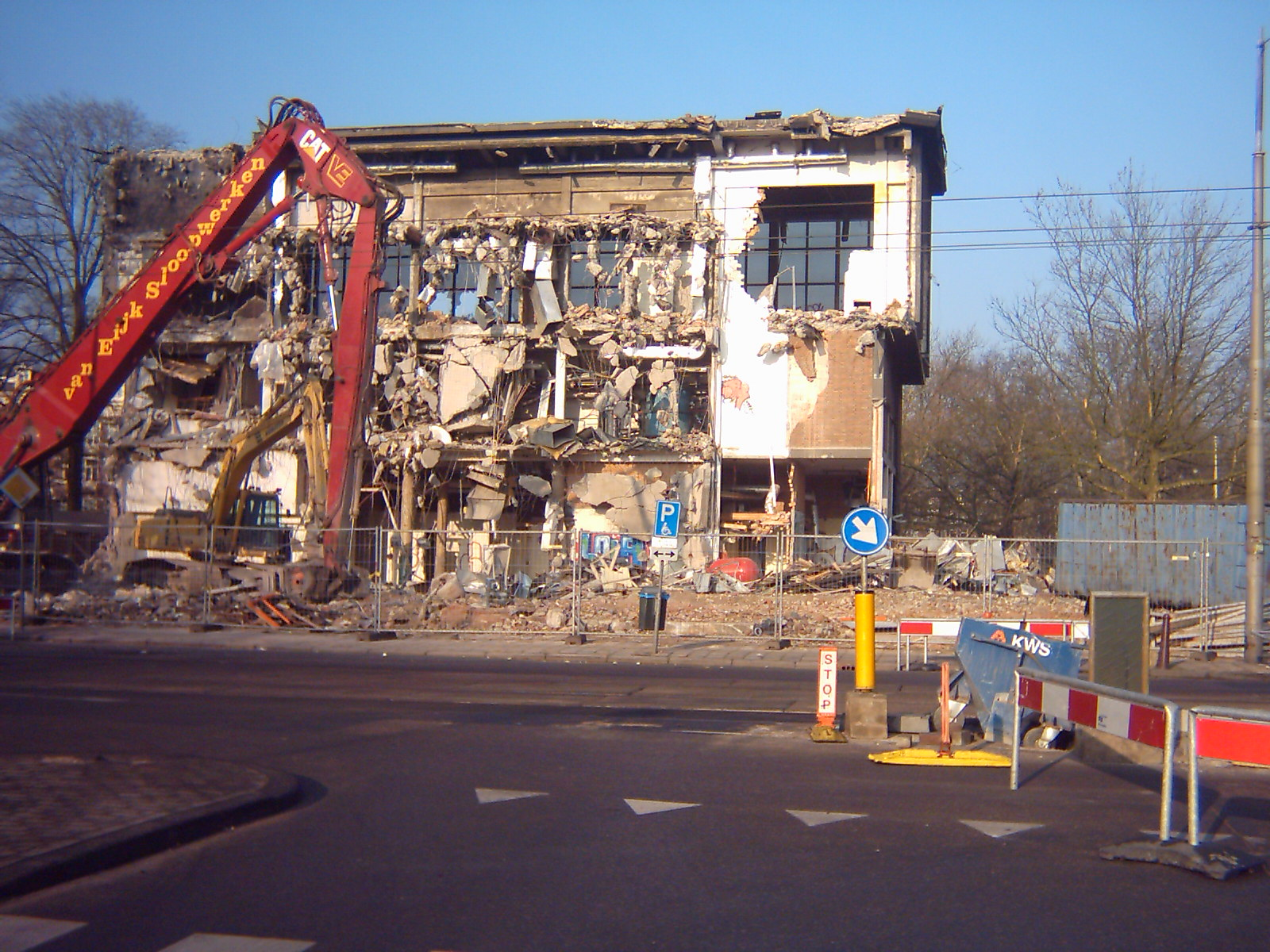
De sloop van het Marnixbad in 2004

Het Marnixbad was een zwembad in Amsterdam-Centrum, gelegen op de kruising van de Marnixstraat en het Marnixplein. Het oorspronkelijke ontwerp werd vermoedelijk geleverd door architect Jan Leupen.

## Geschiedenis

### Eerste versie (1955-1974)
De geschiedenis van het Marnixbad begint in de jaren 1920, toen de gemeente Amsterdam constateerde dat er een tekort was aan was- en badgelegenheden. Er werd gezocht naar een geschikte locatie, maar de besluitvorming werd vertraagd door de economische crisis in het interbellum en later de Tweede Wereldoorlog. Pas in 1949 werd een definitieve locatie gekozen, en in mei 1952 besloot de gemeente dat de bouw moest beginnen. In de wijken Jordaan en Staatsliedenbuurt had slechts 5% van de woningen een eigen badcel, waardoor de behoefte aan een badhuis groot was.
In augustus 1953 ging de eerste heipaal de grond in, maar de werkzaamheden liepen vertraging op door de vondst van funderingsresten van oude stadswallen. Het Marnixbad werd een gecombineerde was-, bad- en zwemvoorziening met een zwembad van 10 bij 20 meter en een diepte van 0,50 tot 1 meter. De bouwkosten stegen naar twee miljoen gulden en het badhuis werd uiteindelijk in september 1955 geopend. Bij de opening werden ook kunstwerken van Hildo Krop en Peter Alma onthuld.

### Renovatie en tweede versie (1974-2004)
In 1973 werd besloten tot een ingrijpende renovatie van het Marnixbad. Naast het bestaande instructiebad werd een volwaardig zwembad van 25 bij 12 meter gebouwd. De eerste paal voor het nieuwe bad werd op 20 juli 1973 geslagen. De nieuwe versie van het bad opende in november 1974, nadat de oorspronkelijke wasfaciliteiten en rolschaatsbaan waren verwijderd.
Eind jaren 70 werd het bad getroffen door bezuinigingen, waardoor scholen hun leerlingen niet langer naar het Marnixbad stuurden. In 2002 werd besloten het bad te sluiten omdat het niet meer voldeed aan de eisen van die tijd. Desondanks bleef het bad tot 2004 open, waarna de sloop begon. Tijdens de sloopwerkzaamheden werden restanten van de oude stadswal gevonden.

### Het nieuwe Marnix (2006-heden)
In 2006 werd op dezelfde locatie een nieuw multifunctioneel sportcomplex geopend, ontworpen door Mecanoo Architecten. Het complex bevat twee zwembaden, een sporthal, een wellnesscentrum en een grand café. Het ontwerp behield enkele kenmerken van het oorspronkelijke bad, zoals de karakteristieke uitkraging over de Singelgracht. Het zwembad werd uitgerust met een beweegbare bodem, een drenkelingendetectiesysteem en een milieuvriendelijke zoutoplossing voor desinfectie in plaats van chloor.
Het complex won In 2007 de Brick Award voor het beste internationale project. De jury prees de transparantie en het functionele ontwerp van het gebouw.
Kort na de opening kwamen echter verschillende bouwkundige problemen aan het licht. Er werden vochtgevoelige gipsplaten gebruikt, waardoor tegels loslieten, en de grote ramen zorgden voor overmatige hitte in het zwembad. Daarnaast ontstonden er problemen met de beweegbare bodem en de waterdruk van de douches.